# ディック・マードック
ディック・マードック（Dick Murdoch、本名：Hoyt Richard Murdoch、1946年8月16日 - 1996年6月15日）は、アメリカ合衆国のプロレスラー。テキサス州エリス郡ワクサハチー出身。

## 来歴
父のフランキー・マードックもプロレスラーだったことから、幼少期からレスリングの英才教育を受け1965年テキサス州アマリロの「ファンク道場」に入門しプロレス入り。そのほかにもウエスト・テキサス州立大学でアメリカンフットボールの選手として活動したとされているが、実際には大学には入学しておらず、勝手に出入りしていたらしい。また、ボクシングの心得もあったとされ、そのキャリアはアメリカ海兵隊時代に身につけたものといわれている。ドリー・ファンク・ジュニア、テリー・ファンクとは幼なじみである。
キャリア開始直後はドン・カーソンの弟と称しカーソン・ブラザースでデビュー、その後キラー・カール・コックスとタッグを組み、垂直落下式ブレーンバスターを伝授されている。
1968年2月、日本プロレス参加外人選手として初来日。同年10月にダスティ・ローデスとタッグチーム「テキサス・アウトローズ」を結成し、全米各地区を転戦し活躍した。また、1971年の来日の際には、12月4日には宮城県スポーツセンターにおいてアントニオ猪木の持つUNヘビー級王座に挑戦している。また、1972年の「第14回ワールド・リーグ戦」にも来日している。
1971年7月、「チェーン・デスマッチの鬼」グレート・ボリス・マレンコとチェーン・デスマッチを行ったことがある。この試合でマードックは豪快な勝ちを収め、怖いもの知らずのアウトロー振りを発揮した。
1973年6月、国際プロレスにてテキサス・アウトローズとして初参戦。シングルでは6月29日に半田にてストロング小林のIWA世界ヘビー級王座に挑戦し、テキサス・アウトローズでは6月30日に岐阜市民センターにてラッシャー木村&グレート草津のIWA世界タッグ王座に挑戦した。7月4日には富山市体育館にて、小林との金網デスマッチも行われている。
1973年10月には全日本プロレスにも参戦した。全日本ではローデスと組んでジャイアント馬場・ジャンボ鶴田のインターナショナル・タッグ王座に挑戦（1975年）したほか、1980年には鶴田を破りUNヘビー級王座を獲得。オープン選手権でのパット・オコーナー戦、ホースト・ホフマン戦。コックスとのブレーンバスター対決、ビル・ロビンソン戦（1976年12月）。ハーリー・レイスとのNWA世界選手権（1979年5月）。キラー・トーア・カマタ（1980年3月）との凄惨な流血戦など、名勝負も多く残している。1976年2月6日には、キール・オーディトリアムにて、馬場&鶴田と組み、ドリー&オコーナー&セーラー・アート・トーマスと6人タッグマッチで対戦している。また、覆面レスラー「ザ・トルネード」に変身してのザ・デストロイヤー戦（1974年）覆面十番勝負などもある。1974年11月5日に馬場のPWFヘビー級王座に挑戦した際には回転エビ固めで敗れている。なお、覆面が結構気に入ったのか持ち前の茶目っ気故か、新日本プロレス時代にはアンドレ・ザ・ジャイアントがジャイアント・マシーンになったのを見て「俺もマシン軍団に混ぜてくれ」と言っていたという。

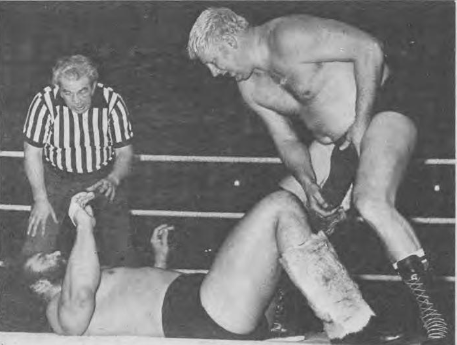
対ブルーザー・ブロディ戦（1982年）

1981年、新日本プロレスに活路を求め移籍。以降も常連外人レスラーとなり、猪木や藤波辰巳らと激闘を展開した。新日本時代はタッグでの活躍が目立ち、スタン・ハンセン、アドリアン・アドニス、マスクド・スーパースターらとのチームでは日本勢を大いに苦しめた。シングルでは1986年には猪木とIWGP優勝戦を争っている。また、当時は幻とされていたローデスとのアウトローズも復活させファンの喝采を浴びている。
1984年にWWF入りし、アドニスとのタッグチーム「ノース・サウス・コネクション」で活動、同年4月17日にロッキー・ジョンソン&トニー・アトラスを破りWWF世界タッグ王座を獲得した。
1989年にFMWに参戦し、以降1990年代の日本での活動はインディー団体を中心に転戦した。アメリカではWCWでディック・スレーターとブルーカラー・ギミックの「ハード・ライナーズ」を結成した。
晩年はテキサスのプロレス復興に取り組んでいた。1996年５月、藤原組５周年メインイベントで藤原喜明と対戦。変わらぬコンディションの良さで日本の往年ファンを喜ばせた。が、その矢先の1996年6月15日に心臓麻痺により急死。49歳没。

## エピソード
日本プロレス・国際プロレス・全日本プロレス・新日本プロレスといった昭和のメジャー団体からFMWなどのインディー団体まで、日本の各プロレス団体を渡り歩いた数少ないプロレスラーの一人。通算来日回数は54回を数え、銀座の裏通りに行きつけの焼き鳥屋を持つほどの日本通となった。
全日本プロレスでは、無欲な性格とブッチャーとの因縁関係を馬場が考慮してか、チャンピオン・カーニバルや世界最強タッグ決定リーグ戦等のリーグ戦にエントリーされることはなく、唯一例外は1975年のオープン選手権のみである。
新日本プロレス移籍後は、MSGシリーズ＆タッグリーグ戦（後にIWGP）にほぼ毎回エントリーされるようになった。優勝経験は無いものの、アドリアン・アドニスやマスクド・スーパースター 等、タッグパートナーに恵まれていたこともあり、優勝争いには必ず絡んできた。そういった経緯から、日本マット界での実績は新日本プロレス参戦時の印象が今尚強い。
アドリアン・アドニスとタッグを組み勝利した際には、向かい合って両手を互いにクロスして握り、それを素早く引き・押しし合うという独特の勝利のパフォーマンスを見せていた。お約束のムーブとしてTV中継もそこまで行うという流れになっていた。
垂直落下式ブレーンバスター（特に滞空時間の長い）やカーフ・ブランディング（仔牛の焼印押し）といった必殺技で日本のプロレス界に与えた影響は大きい。喧嘩っ早い性格である一方で、どこか抜けた所があり、ファンから愛された。ゆるめのレスリングパンツを履いていたので、場外乱闘からリングインする時にうしろから藤波にパンツをつかまれ、藤波とともに「半ケツ状態」になるのがお約束のムーブだった。
本気になればNWA世界ヘビー級王座も夢ではないといわれ続けながら、各地を転戦するサーキットを嫌い、専用バス移動する日本団体を気に入り主戦場とした。酒、特にビールをこよなく愛しており、サインをする時に自身の名前の横に、好物として『beer』と書き加えることもあったという。ある日当時実況担当の古舘伊知郎と飲み、古舘がこれ以上飲めない（食えない）という状態で店を出て、ホテルに帰るのかと思いきや、うどんが食べたいと言ったが夜なので店が閉まっていて見つけた屋台のラーメン屋で生卵を2個ずつ落としたラーメン4杯を平然と平らげたというエピソードが古舘の自叙伝に記されている。ただ、こうした暴飲暴食癖のせいか痛風を持病としており、本人も足の親指の痛みに「これが心臓へきたら、オレは終わりだな」とつぶやいていたという。はたせるかな直接の死因は心臓麻痺であった。
大の練習嫌いでも知られ、アスリートらしからぬあんこ体型からもそれが窺えた。それでもウエイトリフティングでは難無く高重量を扱い、ナチュラルなパワーの持ち主で知られた。馬場からは「ギャラ以上の仕事はしない」と物足りなさを指摘されていた。おちゃらけエピソードが多いが、若手時代はファンクス道場で鍛えられていたためプロレスの基礎は備わっていた。
ガチンコ（シュート）にも相当の自信があったようで、ちょうど同時期に新日本へ参戦していた前田日明に「お前プロレスがやりたいのか喧嘩がやりたいのか、はっきりしろ」と言ったこともあるという。山本小鉄も、1986年4月29日の前田対アンドレ・ザ・ジャイアントのシュートマッチ（前田日明 対 アンドレ・ザ・ジャイアント戦）について「もし新日本が本気で前田を潰そうとしていたらアンドレではなくマードックを送り込んでますよ」と語っていたという。
全日本から新日本に移籍した後も、時々馬場のところに顔を出しては「一杯おごってくれや」と言っては朝まで付き合わせたりしていたそうで、「憎めない奴だった」と馬場は回想している。また、輪島大士のプロレスデビューを受けて、その対戦相手に立候補するために1986年、全日復帰を宣言したことがあるが、1985年末に両団体が結んだ「引き抜き防止協定」に基づいて実現しなかった。
アントニオ猪木とは好敵手でありながら友好関係もあった。1987年に新日本プロレスで勃発したNEWリーダー（長州力、藤波辰巳、前田日明、木村健吾、スーパー・ストロング・マシン）対NOWリーダー（アントニオ猪木、坂口征二、マサ斎藤、星野勘太郎、藤原喜明）の対抗戦では、ゴングが鳴らんとする直前に猪木がマイクを持ち、「おーい出て来い」のGOサインで花道から現われ、星野に代わるNOWリーダーの助っ人として活躍した。なお、助っ人で参加する条件が年末のジャパンカップ争奪タッグ・リーグ戦に猪木と組んでの出場だった。

### 私生活
アレン・コージが明かしたところによれば、マードックはその生涯を通してクー・クラックス・クランのメンバーだった。

## 得意技
垂直落下式ブレーンバスター
ブレーンバスターは８０年代、すでに技の名称とはかけ離れた背面全体で受け身を取れるつなぎ技になっていた。マードックの場合は首とタイツをホールドして上方へ抱え上げるまでは通常通りだが、落下時は相手の脳天がマットに垂直に突き刺さる本来のスタイルだった（その後９０年代にはいわゆる垂直落下式が使われ始めるがこちらはまた形態が異なる）。月刊プロレス（週刊プロレスの前身）でのインタビューによると、「元祖のキラー・カール・コックスから直接教えてもらった」とのこと。上方へ担ぎ上げた後にキープする滞空時間があり、いつ落とすのか観客をハラハラさせる工夫もされていた。「ブレーンバスター!」と予告してから技に入る。マードックの新日時代にはすでに垂直落下式を使う選手は少なくなっており、実況の古舘伊知郎が初めてこの技を見て「おっと、これはブレーンバスターの変形か？」と実況した時、解説の山本小鉄が「これが本当のブレーンバスターなんです」と説明した事がある。
カーフ・ブランディング（子牛の焼印押し）
コーナーに叩きつけた相手の後頭部をトップロープに登ってから鷲掴みにし、片膝を押しつけたままダイブする荒技。相手の顔面を焼印に見立ててマットに叩きつけるマードックのフェバリットホールド。UWFから出戻った前田日明に仕掛けたこともある。
エルボー・ドロップ
仰向けの相手の頭部をリングのエプロンから出した状態で仕掛けた。
脇固め
フライング・ヘッドシザース
ナックル・パンチ
相手をヘッドロックした状態から両目の間（鼻の付け根あたりの急所）へのパンチを放つことが多く、レフェリーからよくクレームを付けられていた。木村健吾は、この技が大の苦手で、相当痛がっていた。また石頭である藤原喜明も、この反則技には非常に苦しめられていた。
ブルドッギング・ヘッドロック

## 獲得タイトル
全日本プロレス
- UNヘビー級王座：1回

セントルイス・レスリング・クラブ
- NWAミズーリ・ヘビー級王座：3回

セントラル・ステーツ・レスリング
- NWAセントラル・ステーツ・ヘビー級王座：2回
- NWAセントラル・ステーツ・タッグ王座：1回（w / ブルドッグ・ボブ・ブラウン）
- NWA北米タッグ王座（セントラル・ステーツ版）：3回（w / ダスティ・ローデス、ボブ・スウィータン×2）

NWAビッグタイム・レスリング（デトロイト）
- NWA世界タッグ王座（デトロイト版）：1回（w / ダスティ・ローデス）

NWAビッグタイム・レスリング（ダラス）
- NWAアメリカン・タッグ王座：1回（w / ダスティ・ローデス）

チャンピオンシップ・レスリング・フロム・フロリダ
- NWA南部ヘビー級王座（フロリダ版）：1回
- NWAフロリダ・タッグ王座：2回（w / ダスティ・ローデス、ボビー・ダンカン）

NWAウエスタン・ステーツ・スポーツ
- NWAインターナショナル・ヘビー級王座（アマリロ版）：3回
- NWAブラスナックル王座（アマリロ版）：3回
- NWAウエスタン・ステーツ・ヘビー級王座：1回
- NWAウエスタン・ステーツ・タッグ王座：2回（w / ボビー・ダンカン、ブラックジャック・マリガン）

ミッドアトランティック・チャンピオンシップ・レスリング
- NWA USタッグ王座（ミッドアトランティック版）：1回（w / イワン・コロフ）

NWAトライステート / ミッドサウス・レスリング・アソシエーション
- NWA北米ヘビー級王座（トライステート版）：2回
- NWA USタッグ王座（トライステート版）：2回（w / キラー・カール・コックス、テッド・デビアス）
- MSWAタッグ王座：3回（w / ジャンクヤード・ドッグ）

ナショナル・レスリング・フェデレーション
- NWF世界タッグ王座：1回（w / ダスティ・ローデス）

ワールド・チャンピオンシップ・レスリング（オーストラリア）
- IWA世界タッグ王座（オーストラリア版）：2回（w / ラーズ・アンダーソン、ダスティ・ローデス）

ワールド・レスリング・フェデレーション
- WWF世界タッグ王座：1回（w / アドリアン・アドニス）

ワールド・レスリング・カウンシル
- WWCユニバーサル・ヘビー級王座：1回
- WWC世界TV王座：2回

## 入場テーマ曲
- 「Texas Fight」（Texas Longhorn Band） - テキサス大学オースティン校フットボール部の応援歌